# Filettole
Filettole è una frazione del comune italiano di Vecchiano, nella provincia di Pisa, in Toscana.

## Storia
Importante rocca del sistema fortificato che serra la valle del Serchio, proprio di fronte a Ripafratta, probabilmente faceva già parte del limes tra Pisa bizantina e Lucca longobarda, con Santa Maria di castello e la vicina torre di Aquilea, Filettole deriverebbe infatti il suo nome da Fylakterion, ovvero avamposto difensivo.
Appartenne ai Roncioni alla fine del X secolo, poi al vescovo della città di Pisa. Rientra nella capitania di Val di Serchio, ed è centro della faida di comune, seguendo le sorti della città fino alle due occupazioni fiorentine del XV e XVI secolo. Fa parte del comune di Vecchiano fin dalla sua istituzione.
Nel 1944, le truppe tedesche della 16ª Divisione SS "Reichsführer" di stanza a Lucca nella scuola di Nozzano, vi portarono 40 civili e il sacerdote don Angelo Uniti che vennero fucilati. La strage sarà ricordata come la "strage del Canneto di Filettole".

## Geografia fisica
Filettole sorge sulle rive del fiume Serchio, ai piedi delle estreme propaggini meridionali delle Alpi Apuane. Il suo territorio è lambito a sud dall'autostrada A11, a nord dalla provincia di Lucca, nonché collegato a Pisa tramite bus per mezzo di corse organizzate dalla AT bus. La frazione dista circa 3 km da Vecchiano e circa 11 km da Pisa.
Il clima è mediterraneo di transizione, in quanto risente parzialmente della continentalità della valle del Serchio. In estate il clima è parzialmente caldo e più che altro afoso. D'inverno il clima è fresco e umido e spesso ventoso, le nevicate se prima erano rare, ora lo sono di più.

## Monumenti e luoghi d'interesse
- Chiesa di San Maurizio
- torre di Aquilea (Torre segata)
- Castellaccio di Filettole
- Cascate di Ripafratta